# Oberquembach
Oberquembach ist ein Ortsteil der Gemeinde Schöffengrund im mittelhessischen Lahn-Dill-Kreis.

## Geographische Lage
Oberquembach liegt in östlichen Hintertaunus (Wetzlarer Hintertaunus) im Naturpark Taunus am Quembach. Im Ort treffen sich die Landesstraßen 3054 und 3284. Die nächste größere Stadt ist Wetzlar. Höchste Erhebung bei Oberquembach ist der Rotwiesenberg mit 323 Meter über NN.
Nachbarorte sind Niederquembach (nordwestlich), Niederwetz (nördlich), Oberwetz (nordöstlich), Kröffelbach (südlich) und  Kraftsolms (südwestlich).

## Geschichte

### Ortsgeschichte
Die älteste bekannte schriftliche Erwähnung von Oberquembach erfolgte in einer Urkunde der Stadt Wetzlar unter dem Namen Quenenbach und wird in die Zeit 1259–1267 datiert.
Die evangelische Kirche wurde um das Jahr 1696 an der Stelle der vorherigen Wehrkirche erbaut.
Zum 31. Dezember 1971 fusionierte die bis dahin selbständige Gemeinde Oberquembach mit fünf weiteren Gemeinden im Zuge der Gebietsreform in Hessen freiwillig zur Großgemeinde Schöffengrund. Sitz der Gemeindeverwaltung wurde Schwalbach. Für die ehemals eigenständigen Gemeinden von Schöffengrund wurde je ein Ortsbezirk gebildet.

### Verwaltungsgeschichte im Überblick
Die folgende Liste zeigt die Staaten und Verwaltungseinheiten, denen Oberquembachf angehört(e):
- vor 1806: Heiliges Römisches Reich, Fürstentum Solms-Braunfels, Anteil der Grafschaft Solms, Amt Braunfels
- ab 1806: Herzogtum Nassau,[Anm. 2] Amt Braunfels[Anm. 3]
- ab 1816: Königreich Preußen,[Anm. 4] Provinz Großherzogtum Niederrhein, Regierungsbezirk Koblenz, Kreis Braunfels[7]
- ab 1822: Königreich Preußen, Rheinprovinz, Regierungsbezirk Koblenz, Kreis Wetzlar[Anm. 5]
- ab 1866: Norddeutscher Bund,[Anm. 6] Königreich Preußen, Rheinprovinz, Regierungsbezirk Koblenz, Kreis Wetzlar
- ab 1871: Deutsches Reich, Königreich Preußen, Rheinprovinz, Regierungsbezirk Koblenz, Kreis Wetzlar
- ab 1918: Deutsches Reich (Weimarer Republik), Freistaat Preußen, Rheinprovinz, Regierungsbezirk Koblenz, Kreis Wetzlar
- ab 1932: Deutsches Reich, Freistaat Preußen, Provinz Hessen-Nassau, Regierungsbezirk Wiesbaden, Kreis Wetzlar
- ab 1944: Deutsches Reich, Freistaat Preußen, Provinz Nassau, Kreis Wetzlar
- ab 1945: Amerikanische Besatzungszone,[Anm. 7] Groß-Hessen, Regierungsbezirk Wiesbaden, Kreis Wetzlar
- ab 1949: Bundesrepublik Deutschland, Land Hessen, Regierungsbezirk Wiesbaden, Kreis Wetzlar
- ab 1968: Bundesrepublik Deutschland, Land Hessen, Regierungsbezirk Darmstadt, Kreis Wetzlar
- ab 1972: Bundesrepublik Deutschland, Land Hessen, Regierungsbezirk Darmstadt, Kreis Wetzlar, Gemeinde Schöffengrund[Anm. 8]
- ab 1977: Bundesrepublik Deutschland, Land Hessen, Regierungsbezirk Darmstadt, Lahn-Dill-Kreis, Gemeinde Schöffengrund
- ab 1981: Bundesrepublik Deutschland, Land Hessen, Regierungsbezirk Gießen, Lahn-Dill-Kreis, Gemeinde Schöffengrund

### Bevölkerung

#### Einwohnerentwicklung
| Oberquembach: Einwohnerzahlen von 1834 bis 2020 | Oberquembach: Einwohnerzahlen von 1834 bis 2020 | Oberquembach: Einwohnerzahlen von 1834 bis 2020 | Oberquembach: Einwohnerzahlen von 1834 bis 2020 | Oberquembach: Einwohnerzahlen von 1834 bis 2020 |
| --- | ----------------------------------------------- | ----------------------------------------------- | ----------------------------------------------- | ----------------------------------------------- |
| Jahr |                                                 |                                                 |                                                 | Einwohner                                       |
| 1834 | 1834                                            |                                                 | 305                                             | 305                                             |
| 1840 | 1840                                            |                                                 | 312                                             | 312                                             |
| 1846 | 1846                                            |                                                 | 345                                             | 345                                             |
| 1852 | 1852                                            |                                                 | 332                                             | 332                                             |
| 1858 | 1858                                            |                                                 | 329                                             | 329                                             |
| 1864 | 1864                                            |                                                 | 336                                             | 336                                             |
| 1871 | 1871                                            |                                                 | 308                                             | 308                                             |
| 1875 | 1875                                            |                                                 | 304                                             | 304                                             |
| 1885 | 1885                                            |                                                 | 298                                             | 298                                             |
| 1895 | 1895                                            |                                                 | 313                                             | 313                                             |
| 1905 | 1905                                            |                                                 | 319                                             | 319                                             |
| 1910 | 1910                                            |                                                 | 310                                             | 310                                             |
| 1925 | 1925                                            |                                                 | 338                                             | 338                                             |
| 1939 | 1939                                            |                                                 | 347                                             | 347                                             |
| 1946 | 1946                                            |                                                 | 488                                             | 488                                             |
| 1950 | 1950                                            |                                                 | 511                                             | 511                                             |
| 1956 | 1956                                            |                                                 | 516                                             | 516                                             |
| 1961 | 1961                                            |                                                 | 512                                             | 512                                             |
| 1967 | 1967                                            |                                                 | 542                                             | 542                                             |
| 1970 | 1970                                            |                                                 | 576                                             | 576                                             |
| 1980 | 1980                                            |                                                 | ?                                               | ?                                               |
| 1987 | 1987                                            |                                                 | 652                                             | 652                                             |
| 2000 | 2000                                            |                                                 | ?                                               | ?                                               |
| 2011 | 2011                                            |                                                 | 621                                             | 621                                             |
| 2020 | 2020                                            |                                                 | 596                                             | 596                                             |
| Datenquelle: Historisches Gemeindeverzeichnis für Hessen: Die Bevölkerung der Gemeinden 1834 bis 1967. Wiesbaden: Hessisches Statistisches Landesamt, 1968. Weitere Quellen: LAGIS; Gemeinde Schöffengrund; Zensus 2011 |                                                 |                                                 |                                                 |                                                 |

#### Einwohnerstruktur 2011
Nach den Erhebungen des Zensus 2011 lebten am Stichtag dem 9. Mai 2011 in Niederquembach 621 Einwohner. Darunter waren 9 (1,4 %) Ausländer.
Nach dem Lebensalter waren 93 Einwohner unter 18 Jahren, 237 zwischen 18 und 49, 165 zwischen 50 und 64 und 123 Einwohner waren älter.
Die Einwohner lebten in 258 Haushalten. Davon waren 66 Singlehaushalte, 72 Paare ohne Kinder und 96 Paare mit Kindern, sowie 18 Alleinerziehende und 3 Wohngemeinschaften. In 54 Haushalten lebten ausschließlich Senioren und in 162 Haushaltungen lebten keine Senioren.

#### Religionszugehörigkeit
| • 1834: | 305 evangelische (= 100 %) Einwohner                               |
| • 1961: | 423 evangelische (= 82,62 %), 85 katholische (= 16,60 %) Einwohner |

## Politik
Für Oberquembach besteht ein Ortsbezirk (Gebiete der ehemaligen Gemeinde Oberquembach) mit Ortsbeirat und Ortsvorsteher nach der Hessischen Gemeindeordnung.
Der Ortsbeirat besteht aus drei Mitgliedern. Bei den Kommunalwahlen in Hessen 2021 betrug die Wahlbeteiligung zum Ortsbeirat 56,31 %. Dabei wurden gewählt: zwei Mitglieder der  „Freien Wählergemeinschaft“ (FWG) und ein Mitglied der SPD. Der Ortsbeirat wählte Lars Watz (FWG) zum Ortsvorsteher.

## Kultur und Sehenswürdigkeiten

### Bauwerke
- Evangelische Kirche, erbaut 1696 als Nachfolgebau einer vormaligen Wehrkirche
- Backhaus, altes Dorfbackhaus mit Holzbackofen zur traditionellen gemeinschaftliche Nutzung
- Alte Schule, die 1839 aus Stampflehm erbaut wurde
- Löschwasserteich, der als Kulturdenkmal ausgewiesene, historische Löschwasserteich in der Ortsmitte zwischen Backhaus und Kirche
- Fachwerkhäuser, denkmalgeschützte Kulturdenkmäler, teilweise noch aus dem 17. Jahrhundert

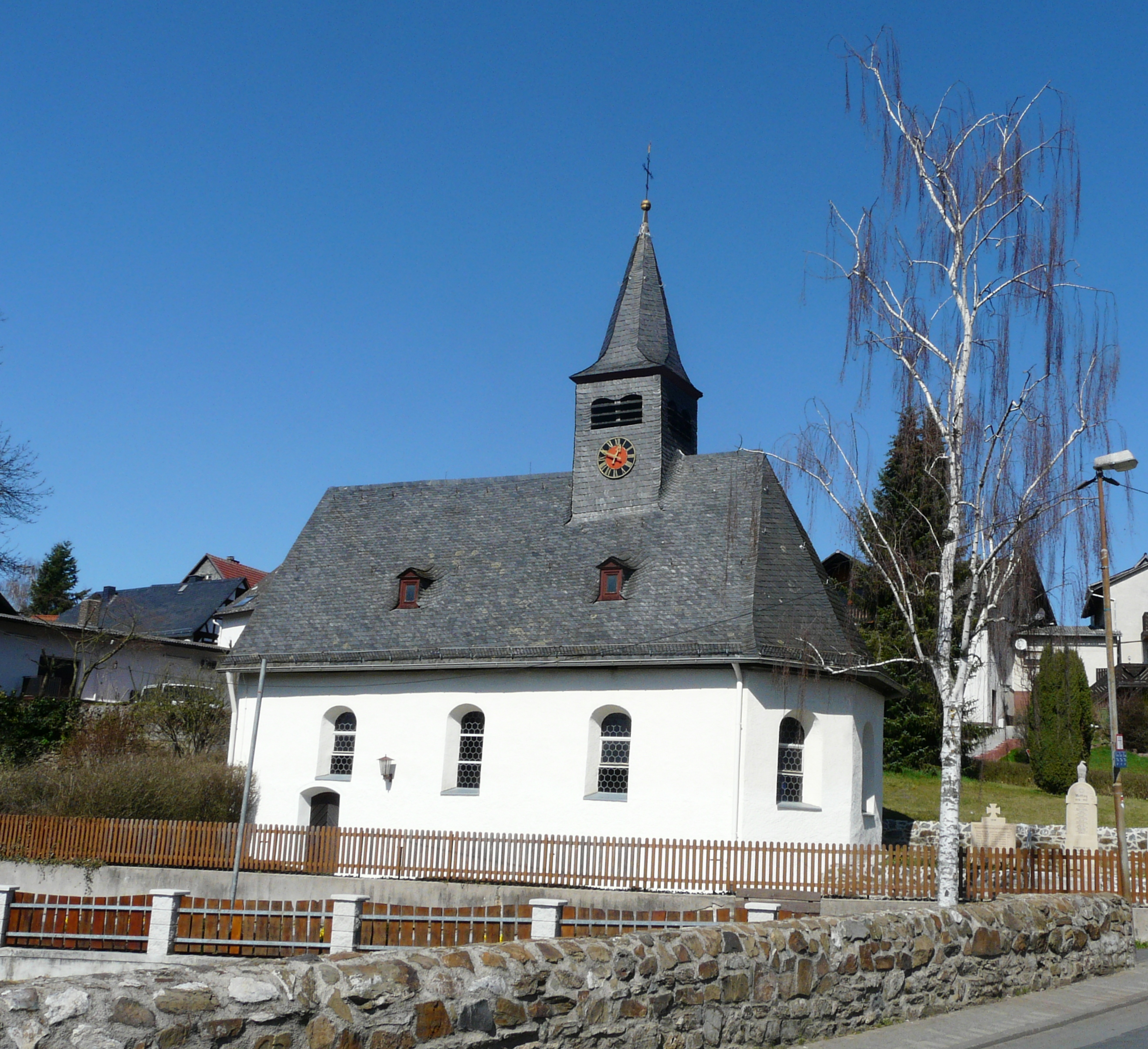
Die evangelische Kirche
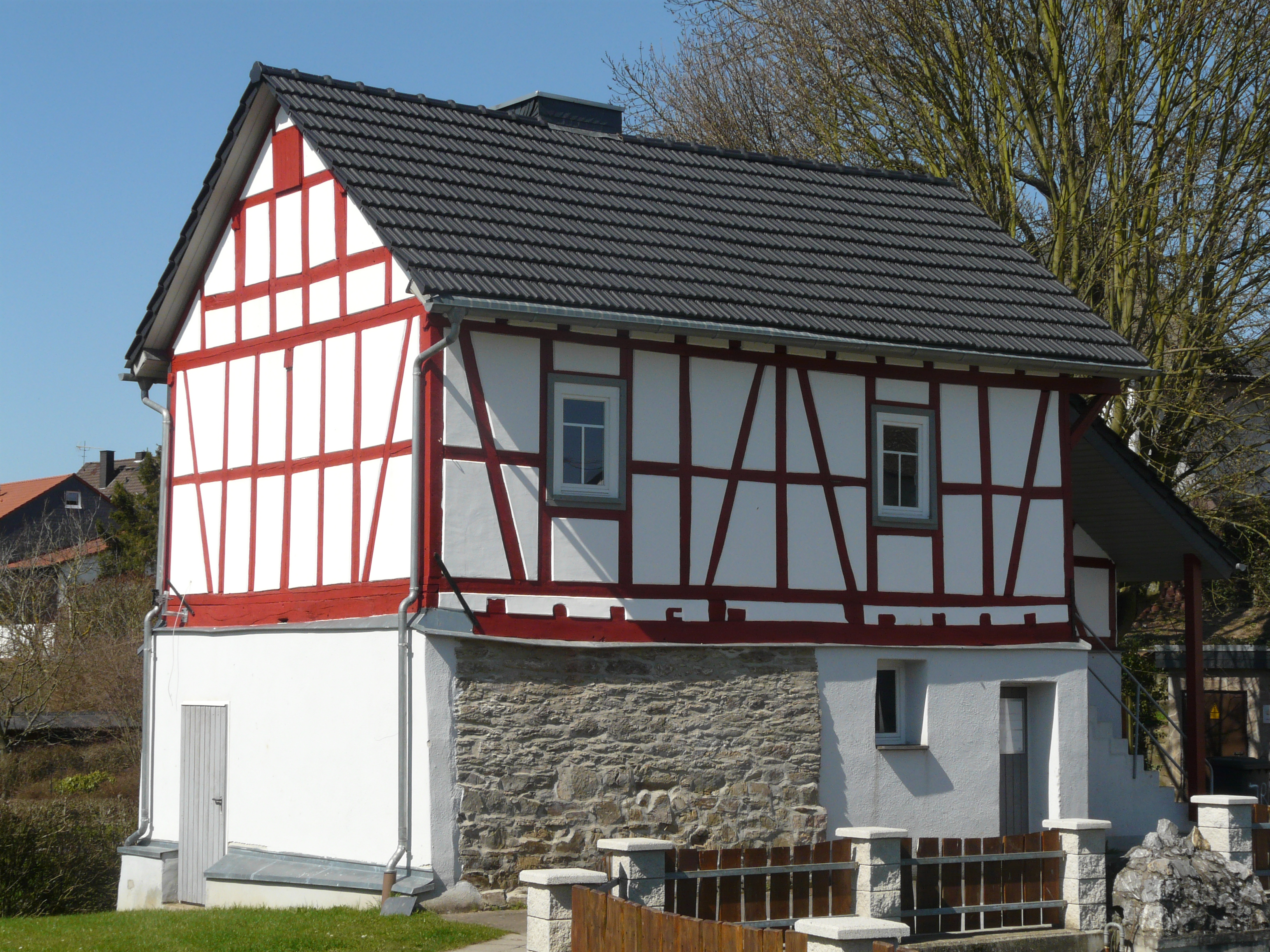
Das Backhaus
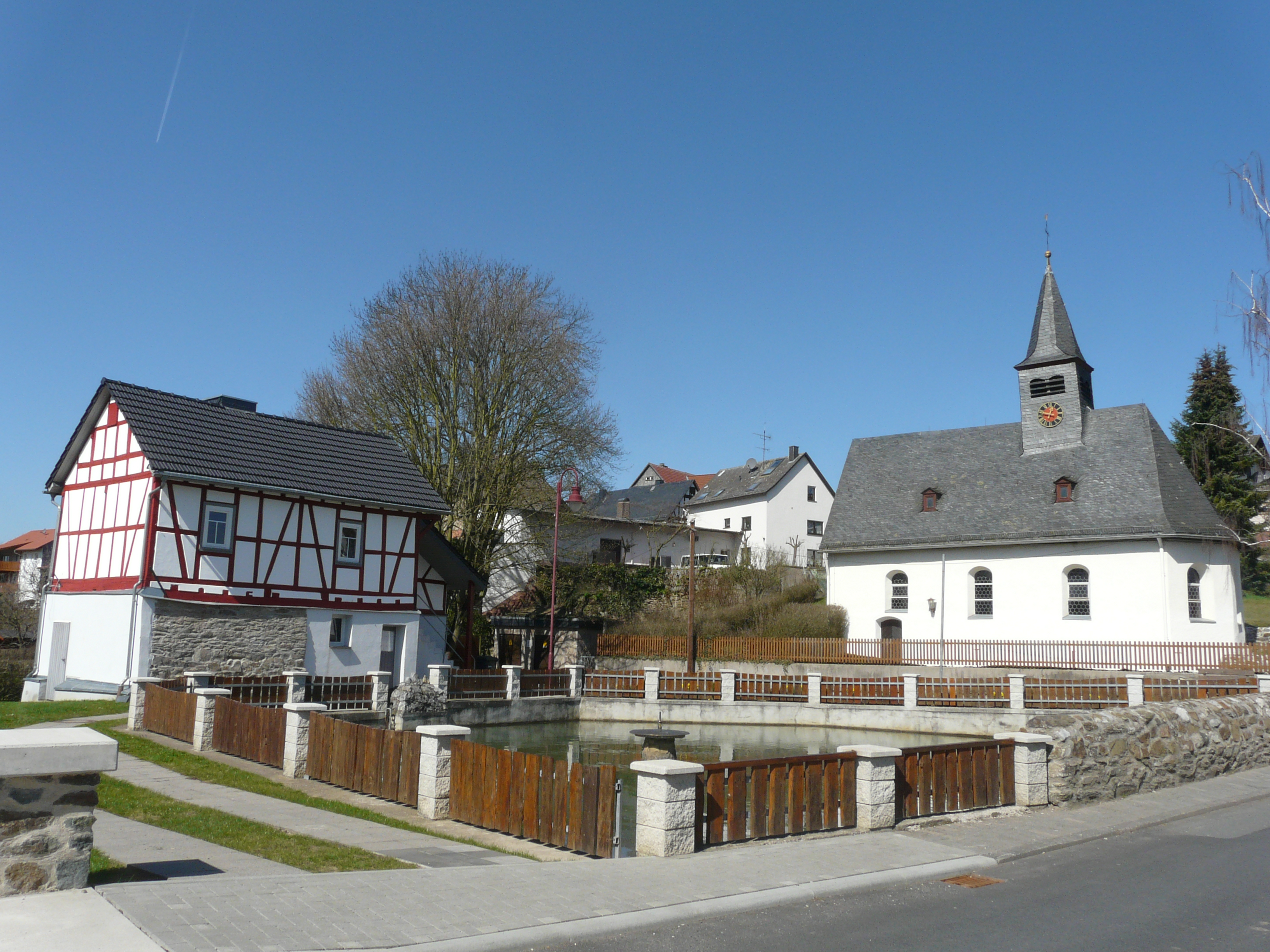
Der Löschwasserteich

### Naturdenkmale
- Gerichtslinde in der Usinger Straße am Dorfausgang nach Kröffelbach[11][12]

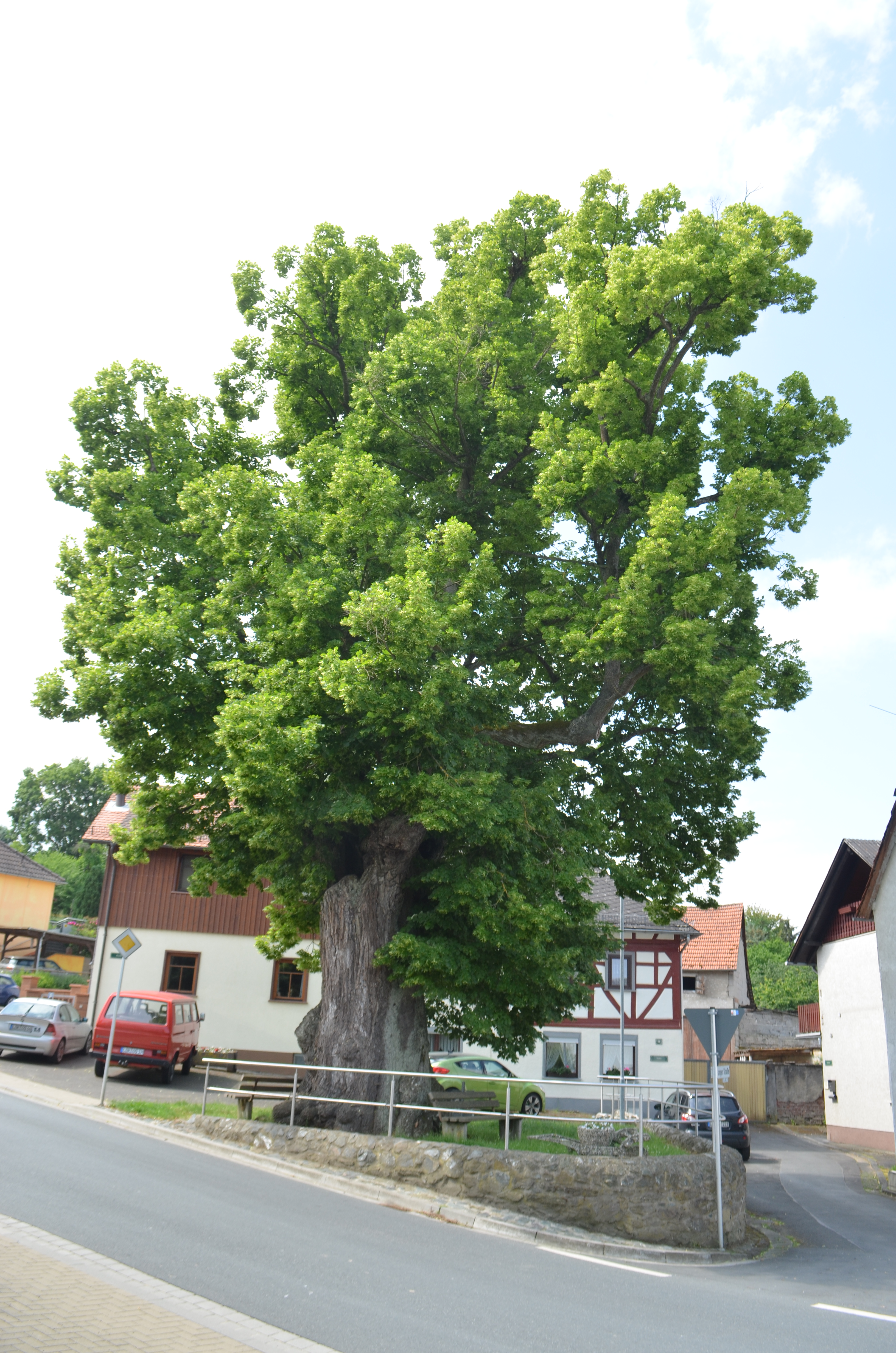
Die Gerichtslinde

## Persönlichkeiten
Söhne und Töchter Oberquembachs
- Karl Allmenröder (Richter) (1861–1926), Jurist, erster deutscher Jugendrichter (Amtsgericht Frankfurt am Main).